# Achatinella fuscobasis
Achatinella fuscobasis е вид коремоного от семейство Achatinellidae. Видът е критично застрашен от изчезване.

## Разпространение
Видът е разпространен в САЩ (Хавайски острови).